# Külpstraße 12 (Stralsund)

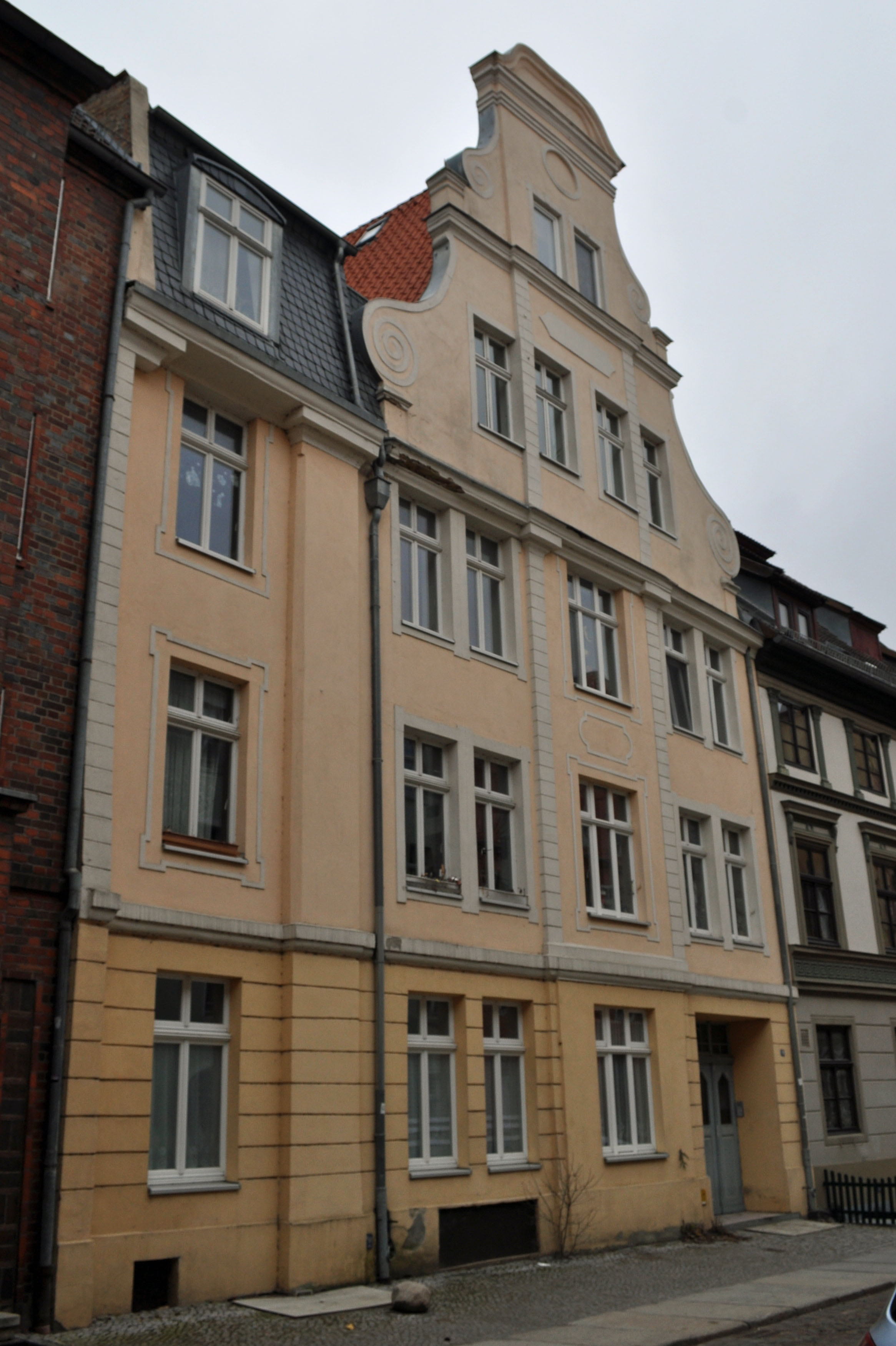
Das Haus Külpstraße 12 in Stralsund (2012)

Das Gebäude mit der postalischen Adresse Külpstraße 12 ist ein denkmalgeschütztes Bauwerk in der Külpstraße in Stralsund.
Das dreigeschossige, giebelständige Gebäude wurde am Ende des 17. Jahrhunderts errichtet, im Jahr 1913 umgebaut und dabei stark verändert.
Bei der Erneuerung Anfang des 20. Jahrhunderts wurde der Eingang in die Seitenachse verlegt, die Fenster verdoppelt, der zweigeschossige Volutengiebel ausgebaut und ein einachsiger Anbau an der Südseite angefügt. Von der barocken Fassade sind die Gesimse und die genuteten Lisenen seitlich der Mittelachse erhalten geblieben.
Auf dem Hof ist ein im Kern mittelalterlicher Kemladen erhalten sowie Reste eines aus dem 13. Jahrhundert stammenden Turmhauses.
Das Haus liegt im Kerngebiet des von der UNESCO als Weltkulturerbe anerkannten Stadtgebietes des Kulturgutes „Historische Altstädte Stralsund und Wismar“. In die Liste der Baudenkmale in Stralsund ist es mit der Nummer 451 eingetragen.